# Cot Alue Lampo
Cot Alue Lampo är en kulle i Indonesien.   Den ligger i provinsen Aceh, i den västra delen av landet, 1 800 km nordväst om huvudstaden Jakarta. Toppen på Cot Alue Lampo är 289 meter över havet.
Terrängen runt Cot Alue Lampo är huvudsakligen kuperad, men österut är den platt. Terrängen runt Cot Alue Lampo sluttar österut.Runt Cot Alue Lampo är det tätbefolkat, med 297 invånare per kvadratkilometer. Trakten runt Cot Alue Lampo består till största delen av jordbruksmark.